# Jordanoleiopus pantosi
Jordanoleiopus pantosi là một loài bọ cánh cứng trong họ Cerambycidae.